# Darmstadt (região)
Darmstadt, denominação por vezes aportuguesada para Darmestádio ou Darmstádio,  é uma região administrativa (Regierungsbezirke) da Alemanha. Sua capital é a cidade de Darmstadt.

## Subdivisões administrativas
A região de Darmstadt está dividida em 10 distritos (kreise) e 4 cidades independentes (Kreisfreie Städte), que não pertencem a nenhum distrito.
- kreise (distritos):

1. Bergstraße
2. Darmstadt-Dieburg
3. Groß-Gerau
4. Hochtaunuskreis
5. Main-Kinzig
6. Main-Taunus
7. Odenwaldkreis
8. Offenbach
9. Rheingau-Taunus
10. Wetteraukreis

- Kreisfreie Städte (cidades independentes):

1. Darmstadt
2. Francoforte
3. Offenbach
4. Wiesbaden